# Jere Uronen
Jere Juhani Uronen (Turku, 13 juli 1994) is een Fins voetballer die doorgaans speelt als linksback. In juli 2025 verruilde hij AIK Fotboll voor Atromitos. Uronen maakte in 2012 zijn debuut in het Fins voetbalelftal.

## Clubcarrière
Uronen maakte zijn debuut voor TPS, dat hem ook had opgeleid, op 12 juni 2011. Op zestienjarige leeftijd speelde de verdediger mee in een duel tegen FC Haka (2-0 winst). Zijn eerste doelpunt maakte hij op 31 juli van dat jaar, tegen FC Honka (2–4 nederlaag). Uiteindelijk speelde hij in zijn eerste professionele seizoen achttien duels voor de club, waarin hij één keer wist te scoren.
In de vroege dagen van 2012 werd bekendgemaakt dat Uronen een verbintenis had ondertekend met de Zweedse topclub Helsingborgs IF. In een oefenduel tegen Dinamo Zagreb op 1 februari maakte hij zijn officieuze debuut voor de club. Het officiële debuut kwam pas op 2 april van dat jaar, toen hij in mocht vallen op bezoek bij IFK Norrköping (0–1 verlies). Op 4 januari 2016 ondertekende Uronen een contract bij KRC Genk voor de duur van tweeënhalf jaar. Hij maakte zijn competitiedebuut voor de club op 13 maart 2016 in de met 4–1 gewonnen wedstrijd tegen KV Oostende door in de basis te starten en de volle negentig minuten te spelen. In december 2018 verlengde Uronen zijn verbintenis tot medio 2022. Enkele maanden later werd hij met Genk landskampioen.
In de zomer van 2021 verkaste Uronen voor een bedrag van circa één miljoen euro naar Stade Brestois, waar hij zijn handtekening zette onder een verbintenis voor de duur van drie seizoenen. Schalke 04 huurde de Fin in januari 2023 tot het einde van het seizoen, met een optie tot koop. Deze optie werd niet gelicht en na zijn terugkeer in Frankrijk mocht hij definitief vertrekken. Voor een bedrag van circa zeshonderdduizend euro nam Charlotte de Fin over. AIK Fotboll haalde Uronen in januari 2025 terug naar Zweden. Een half jaar later verkaste hij naar Atromitos.

## Clubstatistieken
| Seizoen | Club            | Competitie          | Competitie | Competitie | Beker | Beker | Internationaal | Internationaal | Totaal | Totaal |
| Seizoen | Club            | Competitie          | Wed.       | Dlp.       | Wed.  | Dlp.  | Wed.           | Dlp.           | Wed.   | Dlp.   |
| ------- | --------------- | ------------------- | ---------- | ---------- | ----- | ----- | -------------- | -------------- | ------ | ------ |
| 2010/11 | TPS Turku       | Ykkönen             | 18         | 1          | 3     | 0     | —              | —              | 21     | 1      |
| 2011/12 | TPS Turku       | Ykkönen             | 0          | 0          | 0     | 0     | 1              | 0              | 1      | 0      |
| 2011/12 | Helsingborgs IF | Allsvenskan         | 17         | 2          | 1     | 0     | —              | —              | 18     | 2      |
| 2012/13 | Helsingborgs IF | Allsvenskan         | 4          | 0          | 3     | 0     | 10             | 0              | 17     | 0      |
| 2013/14 | Helsingborgs IF | Allsvenskan         | 24         | 0          | 5     | 1     | —              | —              | 29     | 1      |
| 2014/15 | Helsingborgs IF | Allsvenskan         | 26         | 3          | 0     | 0     | —              | —              | 26     | 3      |
| 2015/16 | KRC Genk        | Eerste klasse A     | 12         | 1          | 0     | 0     | —              | —              | 12     | 1      |
| 2016/17 | KRC Genk        | Eerste klasse A     | 28         | 1          | 2     | 0     | 13             | 1              | 43     | 2      |
| 2017/18 | KRC Genk        | Eerste klasse A     | 24         | 1          | 2     | 0     | —              | —              | 26     | 1      |
| 2018/19 | KRC Genk        | Eerste klasse A     | 31         | 1          | 1     | 0     | 11             | 0              | 43     | 1      |
| 2019/20 | KRC Genk        | Eerste klasse A     | 17         | 0          | 1     | 0     | 3              | 0              | 21     | 0      |
| 2020/21 | KRC Genk        | Eerste klasse A     | 22         | 0          | 1     | 0     | 0              | 0              | 22     | 0      |
| 2021/22 | KRC Genk        | Eerste klasse A     | 0          | 0          | 1     | 1     | 0              | 0              | 1      | 1      |
| 2021/22 | Stade Brestois  | Ligue 1             | 15         | 0          | 2     | 0     | —              | —              | 17     | 0      |
| 2022/23 | Stade Brestois  | Ligue 1             | 6          | 0          | 0     | 0     | —              | —              | 6      | 0      |
| 2022/23 | → Schalke 04    | Bundesliga          | 11         | 0          | 0     | 0     | —              | —              | 11     | 0      |
| 2023    | Charlotte       | Major League Soccer | 10         | 0          | 0     | 0     | —              | —              | 10     | 0      |
| 2024    | Charlotte       | Major League Soccer | 26         | 0          | 0     | 0     | 2              | 0              | 28     | 0      |
| 2025    | AIK Fotboll     | Allsvenskan         | 8          | 0          | 0     | 0     | —              | —              | 8      | 0      |
| 2025/26 | Atromitos       | Super League        | 0          | 0          | 0     | 0     | —              | —              | 0      | 0      |
| Totaal  | Totaal          | Totaal              | 299        | 10         | 22    | 2     | 40             | 1              | 361    | 13     |

Bijgewerkt op 18 augustus 2025.

## Interlandcarrière
Zijn debuut in het Fins voetbalelftal maakte Uronen op 26 mei 2012, toen er met 3–2 gewonnen werd van Turkije. Tijdens deze wedstrijd mocht hij van bondscoach Mika-Matti Paatelainen in de basis beginnen en hij speelde het gehele duel mee. De andere debutant deze wedstrijd was Tuomas Rannankari (FC Twente). Met zijn optreden in deze wedstrijd werd hij de derde jongste speler in de geschiedenis van het nationale elftal.
In juni 2021 werd Uronen door bondscoach Markku Kanerva opgenomen in de Finse selectie voor het uitgestelde EK 2020. Op het toernooi werd Finland uitgeschakeld in de groepsfase, na een overwinning op Denemarken (0–1) en nederlagen tegen Rusland (0–1) en België (0–2). Uronen speelde in alle drie wedstrijden mee. Zijn toenmalige teamgenoot Patrik Hrošovský (Slowakije) was ook actief op het EK.
| Interlands van Jere Uronen voor Finland | Interlands van Jere Uronen voor Finland | Interlands van Jere Uronen voor Finland | Interlands van Jere Uronen voor Finland | Interlands van Jere Uronen voor Finland | Interlands van Jere Uronen voor Finland | Interlands van Jere Uronen voor Finland |
| №                                       | Datum                                   | Wedstrijd                               | Uitslag                                 | Competitie                              | Goals                                   |                                         |
| Als speler bij Helsingborgs IF          | Als speler bij Helsingborgs IF          | Als speler bij Helsingborgs IF          | Als speler bij Helsingborgs IF          | Als speler bij Helsingborgs IF          | Als speler bij Helsingborgs IF          | Als speler bij Helsingborgs IF          |
| --------------------------------------- | --------------------------------------- | --------------------------------------- | --------------------------------------- | --------------------------------------- | --------------------------------------- | --------------------------------------- |
| 1                                       | 26 mei 2012                             | Finland – Turkije                       | 3 – 2                                   | Vriendschappelijk                       |                                         |                                         |
| 2                                       | 15 augustus 2012                        | Noord-Ierland – Finland                 | 3 – 3                                   | WK 2014 kwalificatie                    |                                         |                                         |
| 3                                       | 12 oktober 2012                         | Finland – Georgië                       | 1 – 1                                   | Vriendschappelijk                       |                                         |                                         |
| 4                                       | 14 november 2012                        | Cyprus – Finland                        | 0 – 3                                   | Vriendschappelijk                       |                                         |                                         |
| 5                                       | 16 november 2013                        | Wales – Finland                         | 1 – 1                                   | Vriendschappelijk                       |                                         |                                         |
| 6                                       | 24 januari 2014                         | Oman – Finland                          | 0 – 0                                   | Vriendschappelijk                       |                                         |                                         |
| 7                                       | 7 september 2014                        | Faeröer – Finland                       | 1 – 3                                   | EK 2016 kwalificatie                    |                                         |                                         |
| 8                                       | 14 november 2014                        | Hongarije – Finland                     | 1 – 0                                   | EK 2016 kwalificatie                    |                                         |                                         |
| 9                                       | 18 november 2014                        | Slowakije – Finland                     | 2 – 1                                   | Vriendschappelijk                       |                                         |                                         |
| 10                                      | 19 januari 2015                         | Zweden – Finland                        | 0 – 1                                   | Vriendschappelijk                       |                                         |                                         |
| 11                                      | 22 januari 2015                         | Jemen – Finland                         | 0 – 0                                   | Vriendschappelijk                       |                                         |                                         |
| 12                                      | 29 maart 2015                           | Noord-Ierland – Finland                 | 2 – 1                                   | EK 2016 kwalificatie                    |                                         |                                         |
| 13                                      | 4 september 2015                        | Griekenland – Finland                   | 0 – 1                                   | EK 2016 kwalificatie                    |                                         |                                         |
| 14                                      | 7 september 2015                        | Finland – Faeröer                       | 1 – 0                                   | EK 2016 kwalificatie                    |                                         |                                         |
| 15                                      | 8 oktober 2015                          | Roemenië – Finland                      | 1 – 1                                   | EK 2016 kwalificatie                    |                                         |                                         |
| 16                                      | 11 oktober 2015                         | Finland – Noord-Ierland                 | 1 – 1                                   | EK 2016 kwalificatie                    |                                         |                                         |
| Als speler bij KRC Genk                 |                                         |                                         |                                         |                                         |                                         |                                         |
| 17                                      | 26 maart 2016                           | Polen – Finland                         | 5 – 0                                   | Vriendschappelijk                       |                                         |                                         |
| 18                                      | 29 maart 2016                           | Noorwegen – Finland                     | 2 – 0                                   | Vriendschappelijk                       |                                         |                                         |
| 19                                      | 6 juni 2016                             | Italië – Finland                        | 2 – 0                                   | Vriendschappelijk                       |                                         |                                         |
| 20                                      | 31 augustus 2016                        | Duitsland – Finland                     | 2 – 0                                   | Vriendschappelijk                       |                                         |                                         |
| 21                                      | 5 september 2016                        | Finland – Kosovo                        | 1 – 1                                   | WK 2018 kwalificatie                    |                                         |                                         |
| 22                                      | 24 maart 2017                           | Turkije – Finland                       | 2 – 0                                   | WK 2018 kwalificatie                    |                                         |                                         |
| 23                                      | 28 maart 2017                           | Oostenrijk – Finland                    | 1 – 1                                   | Vriendschappelijk                       |                                         |                                         |
| 24                                      | 7 juni 2017                             | Finland – Liechtenstein                 | 1 – 1                                   | Vriendschappelijk                       |                                         |                                         |
| 25                                      | 11 juni 2017                            | Finland – Oekraïne                      | 1 – 2                                   | WK 2018 kwalificatie                    |                                         |                                         |
| 26                                      | 2 september 2017                        | Finland – IJsland                       | 1 – 0                                   | WK 2018 kwalificatie                    |                                         |                                         |
| 27                                      | 26 maart 2018                           | Finland – Malta                         | 5 – 0                                   | Vriendschappelijk                       |                                         |                                         |
| 28                                      | 5 juni 2018                             | Roemenië – Finland                      | 2 – 0                                   | Vriendschappelijk                       |                                         |                                         |
| 29                                      | 9 juni 2018                             | Finland – Wit-Rusland                   | 2 – 0                                   | Vriendschappelijk                       | 7'                                      |                                         |
| 30                                      | 8 september 2018                        | Finland – Hongarije                     | 1 – 0                                   | Nations League 2018/19                  |                                         |                                         |
| 31                                      | 12 oktober 2018                         | Estland – Finland                       | 0 – 1                                   | Nations League 2018/19                  |                                         |                                         |
| 32                                      | 15 oktober 2018                         | Finland – Griekenland                   | 2 – 0                                   | Nations League 2018/19                  |                                         |                                         |
| 33                                      | 15 november 2018                        | Griekenland – Finland                   | 1 – 0                                   | Nations League 2018/19                  |                                         |                                         |
| 34                                      | 18 november 2018                        | Hongarije – Finland                     | 2 – 0                                   | Nations League 2018/19                  |                                         |                                         |
| 35                                      | 8 juni 2019                             | Finland – Bosnië en Herzegovina         | 2 – 0                                   | EK 2020 kwalificatie                    |                                         |                                         |
| 36                                      | 11 juni 2019                            | Liechtenstein – Finland                 | 0 – 2                                   | EK 2020 kwalificatie                    |                                         |                                         |
| 37                                      | 5 september 2019                        | Finland – Griekenland                   | 1 – 0                                   | EK 2020 kwalificatie                    |                                         |                                         |
| 38                                      | 8 september 2019                        | Finland – Italië                        | 1 – 2                                   | EK 2020 kwalificatie                    |                                         |                                         |
| 39                                      | 12 oktober 2019                         | Bosnië en Herzegovina – Finland         | 4 – 1                                   | EK 2020 kwalificatie                    |                                         |                                         |
| 40                                      | 15 oktober 2019                         | Finland – Armenië                       | 3 – 0                                   | EK 2020 kwalificatie                    |                                         |                                         |
| 41                                      | 3 september 2020                        | Finland – Wales                         | 0 – 1                                   | Nations League 2020/21                  |                                         |                                         |
| 42                                      | 6 september 2020                        | Ierland – Finland                       | 0 – 1                                   | Nations League 2020/21                  |                                         |                                         |
| 43                                      | 7 oktober 2020                          | Polen – Finland                         | 5 – 1                                   | Vriendschappelijk                       |                                         |                                         |
| 44                                      | 11 oktober 2020                         | Finland – Bulgarije                     | 2 – 0                                   | Nations League 2020/21                  |                                         |                                         |
| 45                                      | 14 oktober 2020                         | Finland – Ierland                       | 1 – 0                                   | Nations League 2020/21                  |                                         |                                         |
| 46                                      | 15 november 2020                        | Bulgarije – Finland                     | 1 – 2                                   | Nations League 2020/21                  |                                         |                                         |
| 47                                      | 18 november 2020                        | Wales – Finland                         | 3 – 1                                   | Nations League 2020/21                  |                                         |                                         |
| 48                                      | 29 mei 2021                             | Zweden – Finland                        | 2 – 0                                   | Vriendschappelijk                       |                                         |                                         |
| 49                                      | 4 juni 2021                             | Finland – Estland                       | 0 – 1                                   | Vriendschappelijk                       |                                         |                                         |
| 50                                      | 12 juni 2021                            | Denemarken – Finland                    | 0 – 1                                   | EK 2020                                 |                                         |                                         |
| 51                                      | 16 juni 2021                            | Finland – Rusland                       | 0 – 1                                   | EK 2020                                 |                                         |                                         |
| 52                                      | 21 juni 2021                            | Finland – België                        | 0 – 2                                   | EK 2020                                 |                                         |                                         |
| Als speler bij Stade Brestois           |                                         |                                         |                                         |                                         |                                         |                                         |
| 53                                      | 4 september 2021                        | Finland – Kazachstan                    | 1 – 0                                   | WK 2022 kwalificatie                    |                                         |                                         |
| 54                                      | 7 september 2021                        | Frankrijk – Finland                     | 2 – 0                                   | WK 2022 kwalificatie                    |                                         |                                         |
| 55                                      | 13 november 2021                        | Bosnië en Herzegovina – Finland         | 1 – 3                                   | WK 2022 kwalificatie                    |                                         |                                         |
| 56                                      | 16 november 2021                        | Finland – Frankrijk                     | 0 – 2                                   | WK 2022 kwalificatie                    |                                         |                                         |
| 57                                      | 26 maart 2022                           | Finland – IJsland                       | 1 – 1                                   | Vriendschappelijk                       |                                         |                                         |
| 58                                      | 29 maart 2022                           | Finland – Slowakije                     | 0 – 2                                   | Vriendschappelijk                       |                                         |                                         |
| 59                                      | 4 juni 2022                             | Finland – Bosnië en Herzegovina         | 1 – 1                                   | Nations League 2022/23                  |                                         |                                         |
| 60                                      | 11 juni 2022                            | Roemenië – Finland                      | 1 – 0                                   | Nations League 2022/23                  |                                         |                                         |
| 61                                      | 23 september 2022                       | Finland – Roemenië                      | 1 – 1                                   | Nations League 2022/23                  |                                         |                                         |
| Als speler bij Schalke 04               |                                         |                                         |                                         |                                         |                                         |                                         |
| 62                                      | 16 juni 2023                            | Finland – Slovenië                      | 2 – 0                                   | EK 2024 kwalificatie                    |                                         |                                         |
| 63                                      | 19 juni 2023                            | Finland – San Marino                    | 6 – 0                                   | EK 2024 kwalificatie                    |                                         |                                         |
| Als speler bij Charlotte                |                                         |                                         |                                         |                                         |                                         |                                         |
| 64                                      | 10 september 2023                       | Finland – Denemarken                    | 0 – 1                                   | EK 2024 kwalificatie                    |                                         |                                         |
| 65                                      | 14 oktober 2023                         | Slovenië – Finland                      | 3 – 0                                   | EK 2024 kwalificatie                    |                                         |                                         |
| 66                                      | 17 oktober 2023                         | Finland – Kazachstan                    | 1 – 2                                   | EK 2024 kwalificatie                    |                                         |                                         |
| 67                                      | 20 november 2023                        | San Marino – Finland                    | 1 – 2                                   | EK 2024 kwalificatie                    |                                         |                                         |
| 68                                      | 10 september 2024                       | Engeland – Finland                      | 2 – 0                                   | Nations League 2024/25                  |                                         |                                         |
| 69                                      | 13 oktober 2024                         | Finland – Engeland                      | 1 – 3                                   | Nations League 2024/25                  |                                         |                                         |
| 70                                      | 14 november 2024                        | Ierland – Finland                       | 1 – 0                                   | Nations League 2024/25                  |                                         |                                         |
| Als speler bij AIK Fotboll              |                                         |                                         |                                         |                                         |                                         |                                         |
| 71                                      | 21 maart 2025                           | Malta – Finland                         | 0 – 1                                   | WK 2026 kwalificatie                    |                                         |                                         |
| 72                                      | 24 maart 2025                           | Litouwen – Finland                      | 2 – 2                                   | WK 2026 kwalificatie                    |                                         |                                         |
| 73                                      | 7 juni 2025                             | Finland – Nederland                     | 0 – 2                                   | WK 2026 kwalificatie                    |                                         |                                         |
| 74                                      | 10 juni 2025                            | Finland – Polen                         | 2 – 1                                   | WK 2026 kwalificatie                    |                                         |                                         |

Bijgewerkt op 18 augustus 2025.

## Erelijst
| Eerste klasse A    | 1 | 2018/19 |
| Beker van België   | 1 | 2020/21 |
| Belgische Supercup | 1 | 2019    |